# Pilkington Glass Championships 1987
Pilkington Glass Championships 1987 — жіночий тенісний турнір, що проходив на кортах з трав'яним покриттям Devonshire Park Lawn Tennis Club в Істборні (Англія). Належав до категорії 4 в рамках Туру WTA 1987. Відбувсь утринадцяте й тривав з 15 червня до 20 червня 1987 року. Третя сіяна Гелена Сукова здобула титул в одиночному розряді.

## Фінальна частина

### Одиночний розряд
Гелена Сукова —  Мартіна Навратілова 7–6(7–5), 6–3
- Для Сукової це був 2-й титул в одиночному розряді за рік і 6-й — за кар'єру.

### Парний розряд
Пархоменко Світлана Германівна /  Лариса Савченко —  Розалін Феербенк /  Елізабет Смайлі 7–6(7–5), 4–6, 7–5

## Нотатки
1. ↑  Турніри окрім Великого Шолома з призовим фондом для жінок принаймні $200,000.[1]